# Jiří Honzík
Jiří Honzík (19. dubna 1924, Košumberk – 12. března 2018) byl český literární vědec, rusista, překladatel z ruštiny a básník.

## Život
Narodil se Košumberku (dnes součást města Luže). V letech 1935–1942 navštěvoval reálná gymnázia v České Lípě a ve Vysokém Mýtě. Roku 1942 byl pro podporu mládežnické odbojové skupiny zatčen gestapem a patnáct měsíců vězněn. Po propuštění pracoval do konce druhé světové války jako pomocný dělník.
V letech 1945–1950 vystudoval Filosofickou fakultu Univerzity Karlovy (FF UK), kde také dosáhl titulu PhDr. Po skončení základní vojenské služby působil od roku 1953 jako aspirant a poté jako odborný asistent na katedře rusistiky FF UK. V letech 1960–1964 souběžně pracoval v Institutu společenských věd při ÚV KSČ a v kulturní rubrice Rudého práva. Přispíval také do řady do kulturních periodik (například Literární noviny, Host do domu, Světová literatura a další).
Po vyloučení z KSČ roku 1972 musel z FF UK odejít. Bylo mu však umožněno živit se jako překladatel a publicista ve svobodném povolání a pod svým jménem vydával i překlady některých kolegů, kteří nesměli vůbec publikovat. Spolupracoval především s nakladatelstvím Odeon, pro které sestavil řadu antologií a výborů z děl ruských básníků. Věnoval se také psaní vlastní poezie. Do důchodu odešel roku 1982. Po pádu komunistického režimu byl roku 1990 jmenován docentem ruské literatury na FF UK. Také se veřejně exponoval: byl členem výboru Českého literárního fondu, členem výboru Obce překladatelů a také řídil časopis pro ruskou a slovanskou filologii Rossica.
Jeho hlavním oborem byla ruská literatura 19. století a ruská poezie. Je autorem a spoluautorem mnoha překladů a odborných přednášek, článků i knih, pořadatelem autorských výborů i antologií. Vlastní básně vydával i pod pseudonymem Martin Zik.

## Překlady
- 1951: Sergej Timofejevič Grigorjev: Gorkij v Samaře.
- 1952: Ivan Grigorjevič Paděrin: Hlavním směrem, společně s Milenou Honzíkovou.
- 1953: Vladimir Vladimirovič Jermilov: N.V. Gogol'!.
- 1953: Stěpan Petrovič Ščipačov: Poesie, spolupřekladatel.
- 1954: Valerij Jakovlevič Brjusov: Mé zemi, spolupřekladatel.
- 1971: Michail Michajlovič Bachtin: Dostojevskij umělec: k poetice prózy, spolupřekladatel.
- 1974: Vladimir Fjodorovič Odojevskij: Poraněné sny.
- 1974: Ivan Fotijevič Stadňuk: Od prvního dne.
- 1975: Sergej Sergejevič Orlov: Rezavý dým, spolupřekladatel.
- 1975: Dmitrij Sergejevič Lichačov: K pramenům ruského realismu, spolupřekladatel.
- 1975: Moře - má láska: třináct variací na námořnické téma, spolupřekladatel.
- 1976: Sergej Michajlovič Ivanov: Tajemství paměti.
- 1976: Alexandr Pavlovič Skaftymov: Myšlenka a tvar.
- 1977: Nikolaj Filippovič Pavlov: Jatagan.
- 1978: Ivan Fotijevič Stadňuk: Válka.
- 1979: Anatolij Vasiljevič Lunačarskij: Stati o umění, spolupřekladatel.
- 1980: Alexandr Alexandrovič Bestužev-Marlinskij: Zkouška.
- 1980: Ilja Zacharovič Vergasov: Nezapomeneš.
- 1980: Michail Michajlovič Bachtin: Formální metoda v literární vědě.
- 1980: Viktor Maximovič Žirmunskij: Poetika a poezie.
- 1981: Vladimir Fjodorovič Odojevskij: Ruské noci.
- 1981: Oleg Pavlovič Smirnov: Ešelon.
- 1982: Valerij Jakovlevič Brjusov: Rozhraní hlubin.
- 1982: Ivan Ivanovič Akulov: Křest.
- 1992: Ivan Antonovič Jefremov: Athéňanka Tháis.
- 1983: Pavel Nikolajevič Medvěděv: V spisovatelské laboratoři.
- 1983: Ivan Fotijevič Stadňuk: Ohnivá metelice.
- 1983: Michail Kuzmič Lukonin: Ke hvězdám šlehaly ohně, spolupřekladatel.
- 1985: Ivan Sergejevič Turgeněv: Vzpomínky na literaturu, spolupřekladatel.
- 1986: Citlivé duše: próza ruského sentimentalismu, spolupřekladatel.
- 1986: Boris Leonidovič Pasternak: Vzdušné tratě, spolupřekladatel.
- 1988: Alexandr Alfredovič Bek: Nová kariéra.
- 1993: Vasilij Semjonovič Grossman: Život a osud, spolupřekladatel.
- 2008: Oksana Ljaturynská: Cesty, spolupřekladatel.
- 2011: Marina Ivanovna Cvětajevová: Živoucí o živých, spolupřekladatel.
- 2011: Oleh Olžyč: Ikarův píd, spolupřekladatel.
- 2013: Vladimir Fjodorovič Odojevskij: Salamandr, duch ohně

## Uspořádané antologie (výběr)
- Dál nad námi plá rudá vlajka čistá (1952), sborník veršů českých a slovenských básníků.
- Alexandr Sergejevič Puškin: V bouři zrál můj hlas (1975).
- Prostory života (1975)
- Zlato v azuru: lyrika ruského symbolismu (1980).
- Poezie přelomu století (1984).
- Ústa slunce: básníci ruského akméismu (1985).
- Ohnivé květy: proletářská a komsomolská poezie (1987).

## Vlastní práce

### Odborné publikace
- Současná sovětská literatura 2 – Ruská poezie (1964), spoluautor.
- Ruská klasická literatura (1977), společně s Radegastem Parolkem.
- Dvě století ruské literatury (2000).
- Toulky ruskou literaturou (2018), výbor z textů.

### Poezie
- Tři básně jednoho osudu (2003), pod pseudonymem Martin Zik.
- S podzimem za zády (2005)
- I když dech občas zadrhává (2013)